# 肝付警察署
肝付警察署（きもつきけいさつしょ）は、鹿児島県警察が管轄する警察署の一つである。

## 管轄区域
- 肝属郡のうち東串良町、肝付町

## 所在地
- 鹿児島県肝属郡肝付町新富4934-1

## 交番・駐在所
- 高山交番（肝属郡肝付町後田2572番地1）
- 東串良交番（肝属郡東串良町池之原158番地）
- 内之浦駐在所（肝属郡肝付町南方298番地6）
- 岸良駐在所（肝属郡肝付町岸良378番地1）